# Tombbús
El Tombbús va ser una antiga línia singular d'autobús urbà de Barcelona que va operar entre el 1991 i el 2008. Cobria el recorregut entre la Plaça de Catalunya i la de Pius XII, via Passeig de Gràcia i l'Avinguda Diagonal. L'objectiu de la línia era oferir una alternativa a aquelles persones que es desplaçaven per aquesta zona de la ciutat per fer compres.
La línia va formar part d’una sèrie de millores a la xarxa d’autobusos de Barcelona, juntament amb el Nitbus i l'Aerobús, que es van posar en funcionament el juny del 1991, i que tenien la particularitat que no estaven operades per Transports Metropolitans de Barcelona. Va ser adjudicada a Transports Ciutat Comtal, el mateix concessionari que l'Aerobús.
Una característica del servei eren els autobusos que utilitzaven, més petits que els autobusos convencionals, i que interiorment estaven dotats de seients de cuir, revestiments de fusta i làmpades de sobretaula. Exteriorment estaven pintats en color blau fosc. El primer model fou un Van Hool A508, essent substituïts una dècada després per uns de la marca MAN.

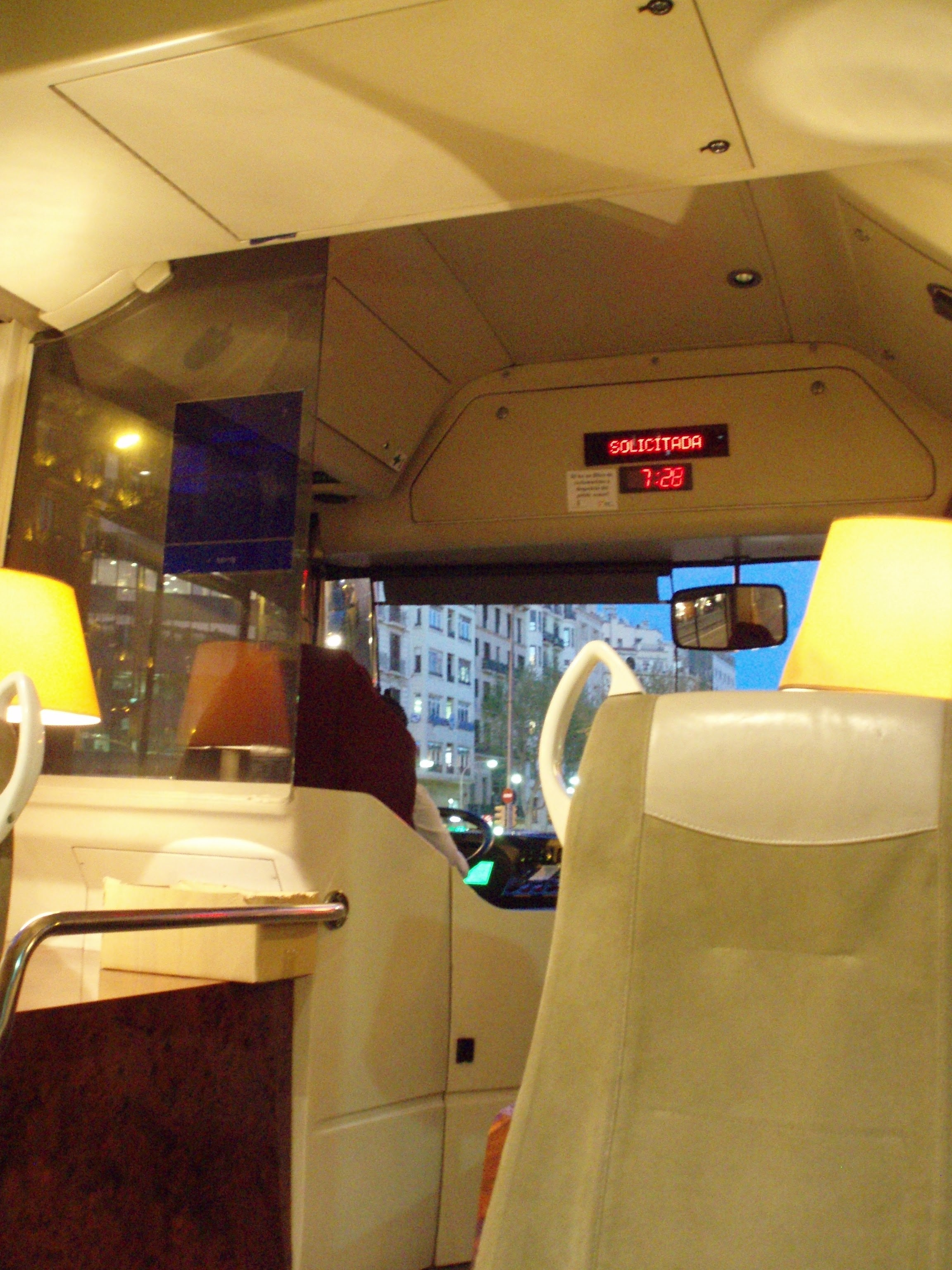
Aspecte interior del Tombbús, l'any 2008

La tarifa era més elevada que la d'un autobús normal i els títols no estaven integrats. Aquest darrer sembla que va ser un dels motius de la pèrdua progressiva de passatge a partir del 2001, quan es va culminar la integració tarifària als autobusos. L'any 2007 va tenir un passatge de 473.962 usuaris, enfront dels 735.530 de 1998. Aquest fet i la congestió al tram de la Diagonal entre la plaça del Cinc d’Oros i la Plaça de Francesc Macià, on els acordions d'autobusos alentien notablement el servei, van ser els factors determinants de la seva desaparició. La línia va efectuar el seu darrer servei el 29 de març del 2008.
Un dels autobusos originals ha estat preservat per Moventis i es pot veure anualment al Ral·li d'Autobusos Clàssics.